# Liestal
Liestal er en by i Schweiz med 14.390(2018) indbyggere. Byen er siden 1833 hovedby i halvkantonen Basel-Landschaft.

## Eksterne links
- Officielle hjemmeside (tysk)

- Wikimedia Commons har flere filer relateret til Liestal